# Shahdon Winchester
Pour les articles homonymes, voir Winchester.
Shahdon Shane Andre Winchester, né le 8 janvier 1992 à Princes Town (Trinité-et-Tobago) et mort le 19 décembre 2019 à Gasparillo (en), est un footballeur international trinidadien qui évolue au poste d'attaquant.

## Biographie

### Carrière

#### En club
Le 8 mai 2012, Shahdon Winchester inscrit avec le W Connection FC, un doublé lors du CFU Club Championship, contre le club surinamien de l'Inter Moengotapoe, pour une large victoire de 0-6.
Il inscrit neuf buts au sein du championnat finlandais lors de la saison 2014.

#### En équipe nationale
Shahdon Winchester reçoit sa première sélection avec l'équipe de Trinité-et-Tobago le 21 juillet 2010, en amical contre Antigua-et-Barbuda (victoire 4-1).
Il inscrit son premier but le 19 mars 2016 en amical contre Grenade (score : 2-2).

### Mort
Le 19 décembre 2019, Shahdon Winchester est parmi les quatre victimes d'un accident de voiture à Gasparillo dans son pays natal.

## Palmarès
- Champion de Trinité-et-Tobago en 2012 avec le W Connection FC.